# Pikmin 3
Pikmin 3 (ピクミン3?, Pikumin 3) è un videogioco strategico in tempo reale, pubblicato nel 2013 per Wii U. È il seguito diretto di Pikmin 2, videogioco del 2004 per GameCube e il terzo titolo della serie Pikmin. Il titolo era atteso come titolo di lancio per Wii U, ma la sua uscita ufficiale è slittata al 26 luglio 2013.
Il 5 agosto del 2020, è stato annunciato il porting Pikmin 3 Deluxe, uscito su Nintendo Switch il 30 ottobre 2020.

## Trama
Il pianeta Koppai sta affrontando un periodo di grave carestia, inevitabile a causa di una crescita della popolazione in forte espansione che ha provocato l'esaurimento di tutte le risorse alimentari. Proprio quando stavano per perdere la speranza, si scopre l'esistenza di un pianeta sconosciuto e inesplorato denominato PNF-404, su cui si rivela esserci grande quantità di cibo.
Tre esploratori vengono inviati sul PNF-404 per prelevare i semi delle risorse alimentari. Essi sono Alph, un giovane ingegnere, Brittany, una biologa, e Charlie, il capitano della loro nave, la Drake. Mentre si avvicinano all'atmosfera del PNF-404, la Drake comincia ad avere dei malfunzionamenti, ed espelle i tre esploratori prima di precipitare verso la superficie del pianeta.
Il trio si separa e incontra delle strane creature, i Pikmin, i quali li aiuteranno nella loro missione, e dopo tante peripezie, il gruppo si ricongiungerà e continuerà la missione. Durante il gioco i protagonisti dovranno anche perseguire il Capitano Olimar, il protagonista dei giochi precedenti, il quale è in possesso della loro chiave su unità cosmica, (un elemento di cui hanno bisogno per arrivare a casa); incontrano anche Louie, personaggio del precedente gioco, intento a rubare tutto il cibo raccolto e fuggire dal pianeta. Quando Olimar viene preso in ostaggio da una strana creatura gelatinosa, il gruppo lo salva facendo amicizia, così da tornare finalmente sul loro pianeta.
Ci sono diversi finali a seconda della quantità di frutta raccolta. Se viene raccolta poca frutta, è implicito che la somma potrebbe non essere sufficiente per salvare Koppai. Se si raccoglie una quantità maggiore di frutta, viene detto che una quantità potrebbe essere sufficiente a salvare Koppai. Se il giocatore raccoglie tutti i frutti, viene detto che Koppai sarà salvato e non c'è dubbio che i protagonisti diverranno gli eroi del pianeta; sempre in quest'ultimo finale, il narratore spiega che il malfunzionamento della Drake è ancora inspiegabile, e che probabilmente sono stati attirati sul pianeta volutamente. Nel registro di viaggio finale, Alph afferma inoltre che Louie è stato dimenticato nuovamente sul pianeta, ma anche che il suo istinto di mangiare qualsiasi cosa lo potrà facilmente tenere in vita. Duranti i titoli di coda, i Pikmin trascorrono felicemente le loro giornate, quando improvvisamente una nuova astronave in fiamme si schianta sulla superficie del pianeta.

## Nuovi Pikmin

### Pikmin rocciosi
Hanno la forma di una roccia e sono in grado di rompere muri di vetro e di quarzo, sono invulnerabili ai denti di alcuni nemici

### Pikmin alati
Sono dotati di ali, oltre a essere molto veloci, sono in grado di sollevare oggetti e prendere oggetti nei posti più alti

## Modalità di gioco
Pikmin 3 espande il gameplay dei titoli precedenti, nei quali il giocatore comanda un'orda di massimo cento esserini simili a piante chiamati Pikmin. Ai Pikmin si può ordinare di portare a termine diversi compiti, come costruire ponti, distruggere barriere e sconfiggere nemici. Gli stessi Pikmin sono suddivisi in diverse specie che li caratterizzano riguardo alle loro abilità o alla loro immunità a determinati attacchi. Mentre i Pikmin Blu, Rossi e Gialli derivano dai titoli precedenti, Pikmin 3 introduce due nuove tipologie: i Pikmin Roccia che servono per rompere barriere più spesse del solito e i Pikmin Alati, utili per trasportare oggetti sopra gli specchi d'acqua e per attaccare nemici volanti.
Il giocatore controllerà tre capitani Pikmin in una volta: Alph, Brittany e il Capitano Charlie, analogamente al predecessore Pikmin 2 dove ce n'erano due. Il Capitano Olimar, protagonista dei precedenti capitoli, non è un personaggio giocabile nella storia principale, ma svolge comunque un ruolo importante nel gioco. Pikmin 3 offre due sistemi di controllo: il Wii U GamePad, il Wii Remote con l'accessorio Nunchuk oppure il Wii U Pro Controller. In entrambi i casi il Wii U GamePad mostrerà la mappa del mondo di gioco, visibile sul suo touch screen.

## Sviluppo
Nel luglio 2007, durante un'intervista con IGN, Shigeru Miyamoto accennò per la prima volta alla possibilità di un nuovo Pikmin dicendo "Non credo proprio che abbiamo visto la fine di Pikmin. Vorrei assolutamente fare qualcosa con essi, e credo che l'interfaccia del Wii si sposi perfettamente con il franchise." Un'intervista successiva di CNET.com dell'aprile 2008 riporta che "Per adesso, Miyamoto si occupa di altri progetti per Wii, pur menzionando il suo desiderio di portare avanti la serie Pikmin."
Un nuovo Pikmin fu alla fine annunciato durante la tavola rotonda degli sviluppatori dell'E3 2008, dove Miyamoto dichiarò che il suo team stava lavorando a un nuovo capitolo della serie. In ogni caso, si tralasciarono i dettagli sul gameplay e sullo sviluppo. Durante un'intervista alla Rivista Ufficiale Nintendo dell'America Latina, Shigeru Miyamoto confermò che il nuovo Pikmin si sarebbe visto su Wii. Dichiarò inoltre che i comandi del Wii "funzionano bene" con il gioco.
L'annuncio dell'ottobre 2008 di un rifacimento dei primi due Pikmin su Wii con l'utilizzo dei sensori di movimento, fece sorgere dei dubbi sul fatto che un nuovo titolo fosse in sviluppo. Comunque, in una subito successiva intervista a IGN, si chiarì che il rifacimento di Pikmin e Pikmin 2 per la serie New Play Control! era slegato dallo sviluppo di Pikmin 3. Il gioco non fu mostrato alle E3 2009, 2010 e 2011, ma Miyamoto confermò nel giugno 2010 che il gioco era ancora in fase di sviluppo. All'Electronic Entertainment Expo 2011, durante la tavola rotonda di Miyamoto, egli dichiarò che lo sviluppo era stato spostato su Wii U, il successore del Wii. Riteneva che la grafica HD e il controller basato sul touch screen sarebbero stati meglio per il gioco. La presentazione del gioco fu confermata per l'E3 2012.
Il 15 aprile 2012 Miyamoto disse durante un'intervista spagnola che un nuovo Pikmin e anche un nuovo Super Mario per Wii U sarebbero stati mostrati al pubblico durante l'E3 2012. Aggiunse inoltre un commento: "Chiunque abbia giocato i Pikmin originali si divertirà a giocare a questo". Il 5 giugno Pikmin 3 è stato mostrato alla stampa durante la conferenza E3 Nintendo. Sono stati presentati alcuni nuovi aspetti di gameplay inclusi i nuovi Pikmin Roccia e i comandi del Wii U GamePad, insieme alla possibilità di guidare tre comandanti anziché due. Si è anche accennato alla presenza di altre specie di Pikmin, tra cui quella volante.

## Sequel
Nel Nintendo Direct del 13 settembre 2022 è stato annunciato il seguito del gioco e della saga, ossia Pikmin 4, mentre la data di uscita è stata rivelata per il 21 luglio 2023 nel corso del Nintendo Direct del febbraio 2023.